# دودو (لاعب كرة قدم مواليد 1990)
دودو هو لاعب كرة قدم برازيلي في مركز الوسط، ولد في 17 أبريل 1990 في ريبيراو بريتو في البرازيل. لعب مع نادي سانتوس.

## وصلات خارجية
- دودو (لاعب كرة قدم مواليد 1990) على موقع قاعدة بيانات كرة القدم.إي يو (الإنجليزية)
- دودو (لاعب كرة قدم مواليد 1990) على موقع Soccerway.com (الإنجليزية)